# Bispingen
Bispingen é um município da Alemanha localizado no distrito de Heidekreis, estado da Baixa Saxônia.